# Телема
Телема (на английски: Thelema) е западна езотерична и окултна социална или духовна философия и ново религиозно движение, основано в началото на XX век от Алистър Кроули, английски писател, мистик, окултист и церемониален магьосник. Централно за Телема е концепцията за откриване и следване на Истинската воля – уникална цел, която надхвърля обикновените желания. Системата на Кроули започва с Книгата на закона – текст, за който той казва, му е бил продиктуван от нетелесно същество на име Айвас. Тази работа очертава ключови принципи, включително аксиомата „Прави каквото щеш, ще бъде целият Закон“, като набляга на личната свобода и преследването на истинския път, воден от любов (Агапè).
Телемитската космология включва божества, вдъхновени от древноегипетската религия. Най-висшето божество е Нуит, нощното небе, символизирано като гола жена, покрита със звезди, представляваща върховния източник на възможности. Хадит, безкрайно малката точка, символизира проявлението и движението. Ра-Хоор-Кхуит (Херу-ра-ха), форма на Хор, представлява Слънцето и активните енергии на телемитската магия. Кроули вярва, че откриването и следването на Истинската воля е пътят към себереализация и лична реализация, често наричан „Великото дело“.
Магията (на англ. magick, специално изписано така, за да се различава от magic на илюзионистите) е централна практика в Телема, включваща различни физически, умствени и духовни упражнения, насочени към разкриване на Истинската воля и въвеждане на промяна в съответствие с нея. Практики като ритуали, йога и медитация се използват за изследване на съзнанието и постигане на самоконтрол. Гностичната меса – централен ритуал в Телема, отразява традиционните религиозни служби, но предава принципите на Телемата. Телемитите също спазват определени свещени дни, като Равноденствието и Празника на трите дни от написването на „Книгата на закона“ в чест на написването на основния текст на Телема.
Посткроули фигури като Джак Парсънс, Кенет Грант, Джеймс Лийс и Нема Андахадна доразвиват Телема, въвеждайки нови идеи, практики и интерпретации. Парсънс провежда работата на Бабалон за призоваване на богинята Бабалон, докато Грант синтезира различни традиции в своя Тифонски орден. Лийс създава английската Кабала, а Нема Андахадна развива своята Маат магия.

## Исторически прецеденти
Думата на старогръцки: θέλημα се среща рядко в класическия гръцки език, където „означава апетитната воля: желание, понякога дори сексуално“, но е често срещана в Септуагинта. Раннохристиянските писания понякога използват думата за обозначаване на човешката воля и дори волята на дявола, но обикновено се отнася до волята на Бог. В своята проповед от V век католическият философ и теолог Августин Блажени дава подобна инструкция: „Обичайте и правете каквото щете“ (на латински: Dilige et quod vis fac). 
През Ренесанса герой на име „Телемия“ представлява воля или желание в Хипнеротомахия Полифили на доминиканския монах и писател Франческо Колона. Главният герой Полифил има два алегорични водача, Логистика (разум) и Телемия (воля или желание). Когато е принуден да избира, той избира изпълнението на своята сексуална воля пред логиката. Работата на Колона оказва голямо влияние върху францисканския монах и писател Франсоа Рабле, който през XVI век използва Телема, френската форма на думата, като име на измислено абатство в своята поредица романи Гаргантюа и Пантагрюел. Единственото правило на това абатство е „ на старофренски: fay çe que vouldras“ (на френски: Fais ce que tu veux “, или „Прави каквото искаш“).
В средата на XVIII век сър Франсис Дашууд изписва мотото на вратата на своето абатство в село Медънъм, Бъкингамшър, където то служи като мото на Клуб „Хелфайър“. Абатството „Телема“ на Рабле се споменава от по-късните писатели сър Уолтър Безант и Джеймс Райс в техния роман „Монасите от Телема“ (1878) и Чарлз Робърт Ашби в неговия утопичен роман „Сградата на Телема“ (1910).

### Дефиниции

#### На класически старогръцки
В класическия старогръцки има две думи за воля: телема (на старогръцки: θέλημα) и буле (на старогръцки: βουλή): буле значи „решителност“, „цел“, „намерение“ или „проект“, а телема – „божествена воля“, „наклонност“, „желание“ или „удоволствие“.
„Телема“ е рядко използвана дума в класическия старогръцки. Има много малко документи, като най-ранният е на Антифон Софиста (V век пр.н.е.). В древността е било освен божествената воля, която човек изпълнява, също и волята на сексуалното желание. Намерението на индивида е по-малко разбирано като цялостно, обобщено, онтологично място, където и е било подредено.
Глаголът thelo се появява много рано (Омир, ранни атически надписи) и има значенията на „готов“, „решавам“ и „желая“ (Омир, 3, 272, също в сексуален смисъл).
Аристотел казва в книгата „За растенията“, че целта на човешката воля е възприятието – за разлика от растенията, които нямат „ epithymia “ (превод на автора). „Thelema “, казва Аристотел, „се е променила тук, „ epithymia “ и „ thelema“, и тази „ thelema“ трябва да бъде неутрална, а не някак си морално определена, алчната движеща сила в човека.“

#### В Стария завет
В Септуагинта терминът се използва за волята на самия Бог, благочестивото желание на богобоязливите и царската воля на светски владетел. Следователно се използва само за представяне на висока етична воля във вярата, упражняване на власт от властите или нечовешка воля, но не и за по-профанни стремежи. В Септуагинта се появяват термините boule и thelema, докато в текста на Вулгата термините са преведени на латински voluntas („воля“). Така се губи различното значение на двете понятия.

#### В Новия завет
В оригиналната койне версия на Новия завет думата thelema е използвана 62 или 64 пъти, два пъти в множествено число (thelemata). Тук Божията воля винаги и изключително се обозначава с думата thelema (θέλημα, предимно в единствено число), както посочва богословът Федерико Толи с помощта на Теологичния речник на Новия завет от 1938 г. („Да бъде Твоята воля, както на земята, така и на небето“). По същия начин терминът е използван при апостол Павел и Игнатий Богоносец. За Толи следва, че истинската идея за Телема не противоречи на ученията на Исус.

### Франсоа Рабле и Абатство „Телема“
Франсоа Рабле е францисканец и по-късно бенедиктински монах от XVI век. В крайна сметка той напуска манастира, за да учи медицина и се премества във френския град Лион през 1532 г. Там той написва „Гаргантюа и Пантагрюел“, свързана поредица от книги. Те разказват историята на двама великани – баща (Гаргантюа) и неговия син (Пантагрюел) и техните приключения – написана в забавен, екстравагантен и сатиричен дух.
Повечето критици днес са съгласни, че Рабле пише от християнска хуманистична гледна точка. Биографът на Кроули Лорънс Сутин отбелязва това, когато противопоставя вярванията на френския автор на Телема на Алистър Кроули. В споменатата по-рано история за Thélème, която критиците анализират като отнасяща се отчасти до страданието на лоялни християнски реформисти или „евангелисти“ във френската църква, препратката към гръцката дума θέλημα „заявява, че Божията воля управлява в това абатство“. Сутин пише, че Рабле не е предшественик на Телема, като неговите вярвания съдържат елементи на стоицизъм и християнска доброта.
В първата си книга (гл. 52–57) Рабле пише за абатството Телема, построено от гиганта Гаргантюа. Това е класическа утопия, представена, за да критикува и оцени състоянието на обществото от времето на Рабле, за разлика от модерен утопичен текст, който се стреми да създаде сценария на практика. Това е утопия, в която желанията на хората са по-изпълнени. Сатиричен, той също така олицетворява идеалите, разглеждани в белетристиката на Рабле. Жителите на абатството са управлявани само от собствената си свободна воля и удоволствие, като единственото правило е „Прави каквото щеш“. Рабле вярва, че хората, които са свободни, добре родени и отгледани, имат чест, което по същество води до добродетелни действия. Когато са ограничени, тяхната благородна природа се обръща вместо това, за да премахне своето робство, защото хората желаят това, което им е отказано.
Някои съвременни телемити смятат, че работата на Кроули се основава на обобщението на Рабле за инстинктивно почтената природа на телемита. На Рабле се приписва по различни начини създаването на философията на Телема, като един от най-ранните хора, които се позовават на нея.  
Алистър Кроули пише в The Antecedents of Thelema (1926) – незавършена творба, непубликувана по негово време, че Рабле не само е изложил закона на Телема по начин, подобен на начина, по който Кроули го разбира, но е предсказал и описал в код живота на Кроули и свещения текст, който той е получил, „Книгата на закона“. Кроули казва, че работата, която е получил, е по-задълбочена, показваща по-подробно техниката, която хората трябва да практикуват, и разкриваща научни мистерии. Той казва, че Рабле се ограничава до изобразяването на идеал, вместо да разглежда въпроси на политическата икономия и подобни теми, които трябва да бъдат решени, за да се реализира Законът. 

### Франсис Дашууд и клуб „Хелфайър“
Сър Франсис Дашууд възприема някои от идеите на Рабле и се позовава на същото правило на френски, когато основава група, наречена Монасите от Медънъм (по-известна като Клубът на адския огън). Създадено е абатство в село Медънъм, Бъкингамшър, в имот, включващ руините на цистерцианско абатство, основано през 1201 г. Групата е известна като „Францисканците“, не по  Свети Франциск от Асизи, а по своя основател Франсис Дашууд, 11-ти барон льо Деспансе. Джон Уилкс, Джордж Додингтън и други политици са членове. Има малко преки доказателства за това какво е практикувал или вярвал клубът. Единственото пряко свидетелство идва от Джон Уилкс, член, който никога не е влизал в стаята на главите на вътрешния кръг. 
Сър Натаниел Раксал в своите Исторически мемоари (1815) обвинява монасите в извършване на сатанински ритуали, но тези доклади са отхвърлени като слухове. Даниел Уилънс твърди, че групата вероятно е практикувала масонство, но също така предполага, че Дашууд може да е провеждал тайни римокатолически тайнства. Той пита дали Уилкс би разпознал истинска католическа литургия, дори ако сам я е видял и дори ако подземната версия е следвала точно публичния си модел. 

## Вярвания

### Книгата на закона
Системата на Телема на Алистър Кроули започва с „Книгата на закон“, която носи официалното име Liber AL vel Legis. Написана е в Кайро, Египет, по време на медения му месец с новата му съпруга Роуз Едит Кроули (с моминско име „Кели“). Една малка книга, Liber AL vel Legis, съдържа само три глави, всяка от които Кроули казва, че е написал точно за един час - започвайки по обяд съответно на 8 април, 9 април и 10 април 1904 г. Кроули също твърди, че книгата му е била продиктувана от нетелесно същество на име Айвас, когото той по-късно идентифицира като своя свят ангел хранител. Кроули заявява, че „нито един фалшификатор не би могъл да подготви толкова сложен набор от числови и буквални пъзели“ и че изследването на текста ще разсее всички съмнения относно метода на получаване на книгата. 
Освен препратката към Франсоа Рабле, направена в книгата, анализът на Дейв Евънс открива прилики с „Възлюбената от Хатор и Светилището на златния ястреб“ – пиеса от Флорънс Фар. Евънс казва, че това може да е резултат от факта, че „и Фар, и Кроули са били напълно потопени в образите и ученията на Златната зора и че Кроули вероятно е познавал същите материали, които са вдъхновили някои от мотивите на Фар. Лорънс Сутин също открива прилики между Телема и работата на Уилям Бътлър Йейтс, приписвайки това на „споделеното прозрение“ и може би на познанията на по-възрастния човек за работата на Кроули. 
Кроули написва няколко коментара върху Книгата на закона, последният от които – през 1925 г. Последният коментар, наречен „Коментарът“ (The Comment), предупреждава да не се обсъжда съдържанието на книгата, заявява, че всички „въпроси на Закона трябва да се решават само чрез обжалване на моите писания“ и е подписан от Анкх-еф-ен-Кхонсу I – свещеник на древноегипетския бог Монту ок. 725 пр.н.е.

### Аксиоми
Три твърдения от Книгата на закона дестилират практиката и етиката на Телема. От тези твърдения, едно по-специално, известно като „Закона на Телема", формира централната доктрина на Телема. „Прави каквото щеш ще бъде целият закон“. След това първото твърдение се допълва от второ, последващо твърдение: „Любовта е законът, любовта под волята“. Обикновено се смята, че тези две твърдения се разбират по-добре в светлината на трето твърдение: „Всеки мъж и всяка жена е звезда“. Тези три твърдения имат конкретни значения:
- „Прави каквото щеш ще бъде целият Закон“:  привържениците на Телема трябва да търсят и следват своя истински път, известен като тяхната Истинска воля;
- „Всеки мъж и всяка жена е звезда“: това се отнася до светлинното тяло, което Платон описва като съставено от същата субстанция като звездите. Това предполага, че индивидите, изпълняващи волята си, са като звезди във Вселената – заемат време и позиция в пространството, но въпреки това са ясно индивидуални и имат независима природа до голяма степен без излишни конфликти с други звезди.
- „Любовта е законът, любовта под волята“: природата на Закона на Телема е любовта, която Кроули пише, че трябва да се разбира в същия смисъл като гръцката дума агапе. Както агапе, така и телема правят общо 93 в Херметичната кабала. Фразата „любов под волята“ често се съкращава като „93/93“,  което предполага, че „любов под волята“ представлява нещо подобно на единство.

### Космология
Телема поставя основните си богове и богини – общо три, от древноегипетска религия като говорители, представени в Liber AL vel Legis.
Най-висшето божество в теологията на Телема е богинята Нуит (на англ. Nuit или Nuith). Тя е представена като нощно небе, извиващо се над Земята, представена като гола жена и обикновено изобразявана със звезди, покриващи тялото й. Нуит е замислена като „Великата майка“ и върховният източник на всички неща, колекцията от всички възможности, „Безкрайното пространство и безкрайните звезди от него”, и обиколката на безкраен кръг или сфера. Нуит произлиза от египетската богиня на небето Нут и се нарича поетично „Дева Мария на звездите“ , а в Книгата на закона – „Кралицата на Космоса“ и „Кралицата на небето“.
Второто основно божество на Телема е богът Хадит (Hadit), възприеман като безкрайно малката точка и допълнението и съпругът на Нуит. Хадит символизира проявлението, движението и времето. Той също така е описан в Liber AL vel Legis като „пламъкът, който гори във всяко човешко сърце и в сърцевината на всяка звезда“. 
Понякога се казва, че Хадит представлява „ точково събитие " и всички отделни точкови събития в тялото на Нуит. [В Книгата на закона за Хадит се казва, че е „съвършен, тъй като не е“. Освен това в Liber AL bel Legis е написано за Нуит, че „мъжете не говорят за Теб [Нуит] като за Една, а като за Никоя“. 
Третото божество на телемитската теология е Ра-Хор-Кхуит (Херу-ра-ха), проявление на древноегипетското божество Хор. Той е символизиран като човек на трон с глава на ястреб, който носи пръчка. Той се свързва със Слънцето и активните енергии на телемитската магия.
Други божества в пантеона на Телема са Хор-паар-краат (или Харпократ), богът на тишината и вътрешната сила и близнак на Ра-Хор-Кхуит, както и Бабалон, богинята на всички удоволствия, известна като девствената блудница, и Терион, звярът, върху който Бабалон язди, който представлява дивото животно вътре човечеството и силата на природата. 

### Истинска воля
Според Кроули всеки индивид има „истинска воля“, която трябва да се разграничава от обикновените желания и желания на егото. Истинската воля е по същество нечие „призвание“ или „цел“ в живота. „Прави, каквото щеш, ще бъде целият Закон“ за Кроули се отнася не до хедонизъм, изпълняване на ежедневни желания, а до действие в отговор на това призвание. Според Лон Мило Дюкет телемит е всеки, който основава действията си върху стремежа си да открие и осъществи истинската си воля, когато човек изпълнява своята Истинска воля, това е като орбита, неговата ниша във универсалния ред и Вселената му помага.
За да може индивидът да следва истинската си воля, социално внушените задръжки на ежедневието може да се наложи да бъдат преодолени чрез обезусловяване. Кроули вярва, че за да открие Истинската воля, човек трябва да освободи желанията на подсъзнанието от контрола на съзнанието, особено ограниченията, наложени върху сексуалното изразяване, което той свързва със силата на божественото творение. Той отъждествява Истинската воля на всеки индивид със светия ангел хранител, даймон, уникален за всеки индивид. Духовното търсене да намерите това, което трябва да правите и да го направите, също е известно в Телема като Великото дело.

### Етика
Liber AL vel Legis изяснява някои стандарти на индивидуално поведение. Основното от тях е „Прави каквото щеш“, което е представено като сбор от закон и право. Някои тълкуватели на Телема вярват, че това право включва задължение да се позволи на другите да вършат собствената си воля без намеса, но Liber AL vel Legis не прави ясно изявление по въпроса. Самият Кроули пише, че няма нужда да се описва подробно етиката на Телема, защото всичко произтича от „Прави каквото щеш“. Кроули написва няколко допълнителни документа, представящи личните си убеждения по отношение на индивидуалното поведение в светлината на Закона на Телема, някои от които наистина засягат темата за намеса в волята на другите: Liber OZ, Duty и Liber II.
Liber OZ изброява някои от правата на индивида, подразбиращи се от всеобхватното право „Прави каквото щеш“. За всеки индивид те включват правото да „живее според собствените си закони", „живей по начина, по който искаш“, „работи, играй и си почивай както желаеш“, „умри когато и както искаш“, „яж и пий каквото искаш“, „живей където искаш", „движи се по земята, както желаеш“, „мисли, говори, пиши, рисувай, рисувай, дълбай, оформяй, изграждай и сей както желаеш“, „обичай, когато, където и с когото искаш“ и „убивай онези, които биха осуетили тези права“.
Duty е описана като „Бележка за основните правила на практическо поведение, които трябва да се спазват от онези, които приемат Закона на Телема“. Тя не е номерирана "Liber ", както другите документи, предвидени от Кроули за ордена му A∴A∴; вместо това е посочена като документ, изрично предназначен за Ордена на източните тамплиери. Има четири раздела:
- А. Твоето задължение към себе си: Описва себе си като център на вселената, с призив да научиш за вътрешната си природа. Увещава читателя да развие всяка способност по балансиран начин, да установи своята автономия и да се посвети на служба на собствената си Истинска воля
- Б. Твоето задължение към другите: Увещание да премахнеш илюзията за отделност между себе си и всички останали, да се бориш, когато е необходимо, да избягваш да се намесваш във волята на другите, да просветляваш другите, когато е необходимо, и да се прекланяш пред божествената природа на всички други същества.
- C. Твоето задължение към човечеството: Заявява, че Законът на Телема трябва да бъде единствената основа за поведение и че законите на страната трябва да имат за цел да осигурят най-голямата свобода за всички индивиди. Престъплението се описва като нарушаване на истинската воля.
- Г. Твоето задължение към всички други същества и неща: Заявява, че Законът на Телема трябва да се прилага към всички проблеми и да се използва за решаване на всеки етичен въпрос. Нарушава Закона на Телема да се използва всяко животно или предмет за цел, за която не е подходящ, или да се съсипват неща, които са безполезни за предназначението си. Човекът може да използва природните ресурси, но това не трябва да се прави безразсъдно, в противен случай нарушението на закона ще бъде отмъстено.

В Liber II: The Message of the Master Therion Законът на Телема е обобщен накратко като „Прави каквото щеш – след това не прави нищо друго“. Кроули описва преследването на Истинската воля не просто като откъсване от възможните резултати, но и включващо неуморна енергия. Това е Нирвана, но в динамична, а не в статична форма. Истинската воля се описва като орбита на индивида и ако човек се стреми да направи нещо друго, ще срещне пречки, тъй като правенето на нещо различно от Волята е пречка за него. 

## Практика
Ядрото на телемитската мисъл е „Прави каквото щеш“. Отвъд това обаче съществува широк диапазон от интерпретации на Телема. Съвременната Телема е синкретична философия и религия и много Телемити се опитват да избегнат силно догматичното мислене. Кроули подчертава, че всеки индивид трябва да следва собствената си присъща „Истинска воля“, вместо да следва сляпо неговите учения, казвайки, че не желае да основава стадо овце. По този начин съвременните телемити могат да практикуват повече от една религия, включително Уика, гностицизъм, сатанизъм, сетианизъм и луциферианство. Много привърженици на Телема признават корелациите между Телемика и други системи на духовна мисъл; повечето заимстват свободно от методите и практиките на други традиции, включително алхимия, астрология, Кабала, тантра, гадаене на таро и йога. Например се смята, че Нуит и Хадит съответстват на Дао и Тех на Даоизма, Шакти и Шива на индуистката тантра, Шунята и Бодхичита на Будизма, Айн Соф и Кетер в Херметичната Кабала.

### Магия
Телемитската магия е система от физически, умствени и духовни упражнения, които практикуващите вярват, че са от полза. Кроули дефинира магията като „наука и изкуство за предизвикване на Промяната да настъпи в съответствие с Волята“ и я изписва с „k“ (magick), за да я разграничи от сценичната магия (magic). Той препоръчва магията като средство за откриване на Истинската воля. Като цяло магическите практики в Телема са предназначени да помогнат при намирането и проявяването на Истинската воля, въпреки че някои включват и празнични аспекти. Кроули вярва, че след като открие Истинската воля, магьосникът трябва също да премахне всички елементи от себе си, които пречат на нейния успех. 
Кроули е плодовит писател, интегриращ източните практики със западните магически практики от Херметичния орден на Златната зора. Той препоръчва редица от тези практики на своите последователи, включително: основна йога (асана и пранаяма), ритуали, измислени от него или базирани на тези от Златната зора, като по-малкия ритуал на пентаграмата, за прогонване и призоваване, Liber Samekh, ритуал за призоваване на светия ангел хранител, евхаристични ритуали като Гностичната меса и Месата на феникса, и Liber Resh, състоящ се от четири ежедневни обожания на слънцето. Той също така обсъжда сексуалната магия и сексуалния гнозис в различни форми, включващи мастурбация и сексуален контакт между хетеросексуални и хомосексуални партньори; практики, които са сред неговите предложения за тези в по-високите степени на Ордена на източните тамплиери.
Една от целите на изучаването на Телема в рамките на магическия Орден на A∴A∴ е магьосникът да получи знанието и разговора на Светия ангел хранител: съзнателна комуникация със собствения си личен даймон, като по този начин придобие знание за тяхната Истинска воля. Главната задача за този, който е постигнал това, се нарича „прекосяване на бездната“, пълно отказване от егото. Ако аспирантът е неподготвен, той ще се вкопчи в егото вместо това, превръщайки се в Черен брат. Според Кроули Черният брат бавно се разпада, докато преследва другите за собственото си възвеличаване. 
Кроули преподава скептично изследване на всички резултати, получени чрез медитация или магия, поне за ученика. Той свързва това с необходимостта от водене на магически запис или дневник, който се опитва да изброи всички условия на събитието. Отбелязвайки сходството на изявленията, направени от духовно напреднали хора за техния опит, той каза, че петдесет години след неговото време те ще имат научно име, основано на „разбиране на феномена", което да замени термини като „духовно" или „свръхестествено". Кроули заявява, че работата му и тази на последователите му използва „метода на науката; целта на религията“ и че истинските сили на магьосника могат по някакъв начин да бъдат обективно тествани. Тази идея е възприета от по-късните практикуващи Телема. Те може да смятат, че тестват хипотези с всеки магически експеримент. Трудността се крие в широтата на тяхната дефиниция за успех, в която те могат да видят като доказателство за успех неща, които не-магьосник не би определил като такива, което води до склонност за потвърждаване. Кроули вярва, че може да демонстрира, чрез собствения си пример, ефективността на магията при създаването на определени субективни преживявания, които обикновено не са резултат от приемане на хашиш, забавление в Париж или разходка из пустинята Сахара. Не е строго необходимо да практикуваш ритуални техники, за да бъдеш телемит, тъй като поради фокуса на телемитската магия върху Истинската воля, Кроули заявява, че „всяко умишлено действие е магическо действие“. 

### Гностична меса
Кроули написва „Гностичната меса“ (The Gnostic Mass) – технически наречена Liber XV или „ Книга 15 “, през 1913 г. по време на пътуване до Москва, Русия. Структурата е подобна на литургията на Източноправославната църква и Римокатолическата църква, предавайки принципите на Телема. Това е централният ритуал на Ордена на източните тамплиери и неговата църковна ръка, Ecclesia Gnostica Catholica.

### Празници
„Книгата на закона“ дава няколко свещени дни, които да се спазват от телемитите. Няма установени или догматични начини за празнуване на тези дни, така че в резултат на това телемитите често ще вземат на собствените си устройства или ще празнуват на групи, особено в рамките на Ордена на източните тамплиери. Тези свещени дни обикновено се отбелязват на следните дати:
- 20 март. Празникът на върховния ритуал, който празнува Призоваването на Хор, ритуалът, извършен от Кроули на тази дата през 1904 г., който поставя началото на Новия Еон.
- 20 март/21 март. Равноденствието на боговете, което обикновено се нарича Телемитска Нова година (въпреки че някои празнуват Нова година на 8 април). Въпреки че равноденствието и Инвокацията на Хор често падат в един и същи ден, те често се третират като две различни събития. Тази дата е есенното равноденствие в южното полукълбо.
- 8 – 10 април. Празникът на трите дни от написването на Книгата на закона. Тези три дни са възпоменателни за трите дни през 1904 г., през които Алистър Кроули написва Книгата на закона. Всеки ден пише по една глава, като първата е написана на 8 април, втората на 9 април и третата на 10 април. Въпреки че няма официален начин за празнуване на телемитски празник, този конкретен празник обикновено се празнува чрез четене на съответната глава на всеки от трите дни, обикновено по обяд.
- 20 юни/21 юни. Лятното слънцестоене в Северното полукълбо и Зимното слънцестоене в Южното полукълбо.
- 12 август. Празникът на пророка и неговата годеница. Този празник отбелязва брака на Алистър Кроули и първата му съпруга Роуз Едит Кроули. Роуз е ключова фигура в написването на Книгата на закона.
- 22 септември/23 септември. Есенното равноденствие в Северното полукълбо и Пролетното равноденствие в Южното полукълбо.
- 21 декември/22 декември. Зимното слънцестоене в Северното полукълбо и лятното слънцестоене в Южното полукълбо.
- Празникът за живота, празнуван при раждането на телемит и на рождени дни.
- Празникът за огъня/Празникът за водата. Тези празнични дни обикновено се приемат като дни, когато детето навлиза в пубертета и стъпва по пътя на зрелостта. Празникът на огъня се празнува за мъж, а Празникът на водата за жена.
- Празникът за смъртта, празнуван при смъртта на телемит и на годишнината от смъртта им. Смъртта на Кроули се чества на 1 декември.

### Поздрави
Числото 93 е от голямо значение в Телема. Централната философия на Tелемае в две фрази от Liber AL: „Прави каквото щеш, ще бъде целият Закон“ и „любовта е закон, любовта под волята“. Кроули препоръчва използването им в ежедневните комуникации и самият той ги използва, за да поздравява хората. Днес, вместо да използват пълните фрази, телемитите често използват нумерологични съкращения, за да съкратят тези поздрави в неофициален контекст, практика, която Кроули също прилага в своите неофициални писмени кореспонденции. Двата основни термина в тези твърдения са съответно „воля“ и „любов“. Използвайки гръцката техника на изопсефия, която прилага цифрова стойност към всяка буква, сумата на буквите на думите thelema („воля“) и agape („любов“) е 93:
- Телема: на гръцки: Θελημα = 9 + 5 + 30 + 8 + 40 + 1 = 93
- Агапе: на гръцки: Αγαπη = 1 + 3 + 1 + 80 + 8 = 93

По този начин първата фраза е съкратена до "93", докато втората е съкратена до "93 93/93", като разделението "93/93" символизира любовта "под" воля.

## Развитие след Кроули
Алистър Кроули е много плодотворен и пише по темата за Телема повече от 35 години и много от книгите му остават отпечатани. По негово време има няколко други, които пишат по темата, включително Великия магистър на Ордена на източните тамплиери на САЩ Чарлз Стансфелд Джоунс, чиито трудове по Кабала все още се печатат, и генерал-майор Дж.Ф.С. Фулър. След Кроули редица фигури правят значителен принос към Телема. Всеки има свои собствени последователи в рамките на по-широката телемитска общност.

### Джак Парсънс
Джон Уайтсайд Парсънс (1914–1952) е американски ракетен инженер, химик и телемитски окултист. Той приема Телема и заедно с първата си съпруга, Хелън Нортръп, се присъедини към Ложа Агапе, калифорнийския клон на Ордена на източните тамплиерии (OTO), през 1941 г. По предложение на Кроули, Парсънс заменя Уилфред Талбот Смит като неин лидер през 1942 г. и управлява ложата от имението си на булевард „Ориндж Гроув“.
Парсънс идентифицира четири препятствия, които пречат на хората да постигнат и изпълнят Истинската си воля, всички от които той свързва със страха: страхът от некомпетентност, страхът от мнението на другите, страхът от нараняване на другите и страхът от несигурност. Той настоява, че те трябва да бъдат преодолени, като пише, че „Волята трябва да бъде освободена от нейните окови. Безмилостното изследване и унищожаване на табута, комплекси, разочарования, неприязън, страхове и отвращения, враждебни на Волята, е от съществено значение за прогреса." 
Проектът се основава на идеите на Кроули и неговото описание на подобен проект в неговия роман от 1917 г. Moonchild. Извършените ритуали се основават до голяма степен на ритуали и сексуална магия, описани от Кроули. Кроули е в кореспонденция с Парсънс по време на работата на Бабалон и предупреждава Парсънс за потенциалните му прекомерни реакции към магията, която изпълнява, като същевременно осмива работата на Парсънс пред другите. 
Кратък текст, озаглавен Liber 49, самоотпратен в текста като Книгата на Бабалон, е написан от Джак Парсънс като предаване от богинята или силата, наречена „Бабалон“, получена от него по време на Работата на Бабалон. Парсънс пише, че Liber 49 съставлява четвърта глава от Liber AL Vel Legis (Книгата на закона) на Кроули, свещения текст на Телема. 

### Кенет Грант
Кенет Грант (1924–2011) е английски церемониален магьосник и защитник на Телемитската религия. Поет, романист и писател, той основава своя собствена телемитска организация, Typhonian Ordo Templi Orientis — по-късно преименувана на Тифониански орден, със съпругата си Стефи Грант.
Грант черпи еклектично набор от източници при разработването на своите учения. Въпреки че се основава на Телема, тифонийската традиция на Грант е описана като „ бриколаж от окултизъм, нео-веданта, индуистка тантра, западна сексуална магия, сюрреализъм, уфология и гнозис на Лъвкрафт“. Грант популяризира това, което той нарече тифонианската или драконианската традиция на магията и пише, че Телема е само скорошно проявление на тази по-широка традиция. В своите книги той описва тифонийската традиция като най-старата духовна традиция в света, като пише, че има древни корени в Африка. Ученият по религиознание Гордан Джурджевич отбеляза, че историческите твърдения на Грант относно историята на Тифон са „в най-добрия случай силно спекулативни“ и им липсват каквито и да е подкрепящи доказателства; въпреки това той също предположи, че Грант може никога да не е възнамерявал тези твърдения да се приемат буквално. 
Грант пише, че индийските духовни традиции като Тантра и Йога корелират със западните езотерични традиции и че и двете произлизат от основен древен източник и имат паралели във вечната философия, насърчавана от Традиционалистката школа на езотериците. Той вярва, че чрез овладяване на магия, човек овладява тази илюзорна вселена, постигайки лично освобождение и признавайки, че само Азът наистина съществува. Това, според Грант, води до откриването на истинската воля, централния фокус на Телема. Освен това Грант пише, че царството на Аза е известно като „лилаволилавата зона“ и че може да бъде достигнато, докато е в състояние на дълбок сън, където има символичен вид на блато. Той също така вярва, че реалността на съзнанието, която той смята за единствената истинска реалност, е безформена и по този начин представена като празнота, въпреки че той също учи, че тя е символизирана от индуистката богиня Кали и телемитската богиня Нуит.
Възгледите на Грант за сексуалната магия се основават до голяма степен на значението на половия диморфизъм сред хората и последващото разграничаване на ролите на половете. Грант учи, че истинската тайна на сексуалната магия са телесните секрети, най-важният от които е менструалната кръв на жената. В това той се различава от Кроули, който гледа на спермата като на най-важната генитална секреция. Грант нарича женските полови секрети калас, термин, възприет от санскрит. Той смята, че тъй като жените имат кала, те имат оракулски и визионерски способности. Магическите употреби на женски генитални секрети са повтаряща се тема в писанията на Грант. 

### Джеймс Лийс
Джеймс Лийс (1939 – 2015) е английски церемониален магьосник, известен със създаването на системата, която той нарича Английска Кабала. През ноември 1976 г. Лийс обяснява как е открил „реда и стойността на английската азбука“. Следвайки това, Лийс основава ордена O∴A∴A∴, за да помага на другите в преследването на собствените им духовни пътища. Първият публичен доклад за системата, известна като „Английска Кабала“ (English Qaballa), е публикуван през 1979 г. от Рей Шервин в редакционна статия в последния брой на неговото списание The New Equinox. Впоследствие Лийс поема ролята на издател на списанието и, започвайки от 1981 г., публикува допълнителен материал за EQ системата в продължение на пет броя на списанието, продължаващи до 1982 г. 
„Редът и стойността“], предложени от Джеймс Лийс, поставят буквите върху решетката, насложена върху страницата от ръкописа на Liber AL, на която се появява този стих (гл. III, т. 47) (лист 16 от глава III). На тази страница също се появяват диагонална линия и кръст с кръг. „Книгата на Закона“ гласи, че книгата трябва да бъде отпечатана само с включена ръкописна версия на Кроули, което предполага, че има мистерии в „случайната форма на буквите и тяхната позиция една спрямо друга“ на почерка на Кроули. Какъвто и диагонал от горния ляв до долния десен да бъде прочетен, се получава магическият ред на буквите. 
До появата на книгата на Джейк Стратън-Кент, The Serpent Tongue: Liber 187, през 2011 г., са публикувани малко, ако изобщо има такива, допълнителни материали за Английската Кабала Това е последвано през 2016 г. от The Magickal Language of the Book of the Law: An English Qaballa Primer от Кат Томсън. Разказ за създаването, проучването и продължаващото изследване и развитие на системата до 2010 г. от Джеймс Лийс и членовете на неговата група в Англия е подробно описан в нейната книга от 2018 г. Всичко това и една книга.

### Нема Андахадна
Нема Андахадна (1939–2018) практикува и пише за магия (магическа работа, както е дефинирана от Алистър Кроули) повече от тридесет години. През 1974 г. тя каза, че е канализирала кратка книга, наречена Liber Pennae Praenumbra. От своя опит с Телемическата магия, тя разработва своя собствена система от магия, наречена "Maat Magick", която има за цел да трансформира човешката раса. През 1979 г. тя е съосновател на Horus-Maat Lodge. Ложата и нейните идеи са включени в писанията на Кенет Грант.  Нейните писания се появяват в много публикации, включително Cincinnati Journal of Ceremonial Magick, Aeon и Starfire .